# Edition diá
Die Edition diá ist ein 1984 gegründeter Verlag mit Sitz in Berlin, der sich auf Kulturvermittlung im weitesten Sinne spezialisiert hat.
Entstanden aus der Lateinamerikanischen Kulturvereinigung diá im Schweizer St. Gallen, die der brasilianische Ethnologe und Fotograf Edgar Ricardo von Buettner gründete, und dem Dritte Welt Laden Wuppertal, in dem der Buchhändler Helmut Lotz engagiert war, lag der Schwerpunkt der ersten Programme auf Textbildbänden und Fototaschenbüchern zu Brasilien sowie auf den damals so genannten „Produktbüchern“, die versuchten, den Weg etwa von Kaffee, Tee und Gewürzen zu uns sozioökonomisch nachzuzeichnen.
Aus „Brasilianisch kochen“ entwickelte sich die Reihe der Koch-Lese-Bücher „Gerichte und ihre Geschichte“, die seit 1998 in Kooperation mit dem Verlag Die Werkstatt in Göttingen fortgeführt wird und in der inzwischen knapp 40 Bände vorliegen.
Durch eine Zusammenarbeit mit dem zebra literaturverlag der beiden Übersetzer Frank Heibert und Thomas Brovot erweiterte sich das auf Brasilien konzentrierte belletristische Programm um Autoren aus Kuba (Reinaldo Arenas und Severo Sarduy), Nordamerika (Jim Grimsley und Phyllis Burke) wie auch Europa (Patrick Gale und Guy Hocquenghem). Große Aufmerksamkeit erfuhr die Autobiografie „Bevor es Nacht wird“ von Reinaldo Arenas.
Einem größeren Publikum bekannt wurde die Edition diá durch die Biografien von Lotti Huber, Charlotte von Mahlsdorf, Napoleon Seyfarth, Georgette Dee und Gad Beck und anderen Berliner „Größen“ in der Reihe „Es geht auch anders“. 1995 trat Kai Precht als dritter Geschäftsführer in den Verlag ein und erweiterte das Programm um deutschsprachige Literatur (Andreas von Klewitz und Zé do Rock). Ab 1997 veröffentlichte die Edition diá im Deutschen Taschenbuch Verlag und später im Parthas Verlag rund 30 Originalausgaben und vermittelte als Agentur zahlreiche Buchprojekte an andere Verlage.
2012 begann die Edition diá mit der Veröffentlichung von E-Books, die die Programmlinien fortführen: Biografien, Belletristik, Kochbücher und andere kulturvermittelnde Sachbücher. 2015 erschien die erste Gesamtausgabe des literarischen Werks von Hanns Dieter Hüsch, 2016 eine 21-bändige Werkausgabe der Romane und Erzählungen von Emmanuel Bove. Im Frühjahr 2017 legte die Edition diá nach zwei Jahrzehnten wieder ein gedrucktes Programm mit neun Neuerscheinungen und sechs Neuausgaben vor.